# Lleis de Gortina
Les lleis de Gortina són un codi legal arcaic, grec, el més extens que es coneix ara com ara. Procedeix de Gortina, al sud de Creta. Van esser gravades en pedra al segle V a. C. La forma és arcaica, semblant a les primeres lleis bíbliques. És escrit amb lletres grans sobre una sèrie de tauletes de pedra, adossades a una paret. De la inscripció original resten 600 línies. El seu contingut les situa en el començament de la segona meitat del segle V a. C.

## Contingut i lloc on es troben

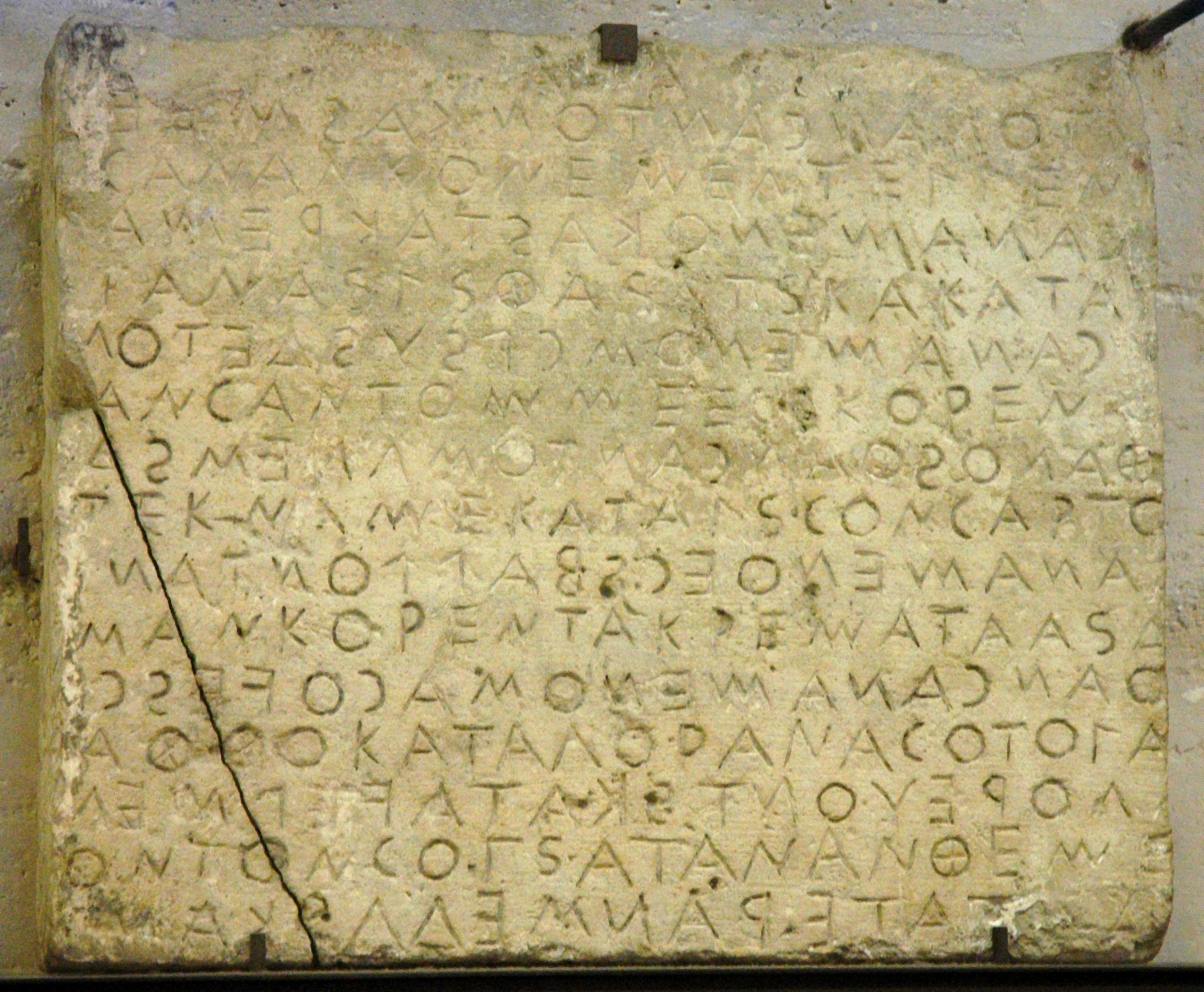

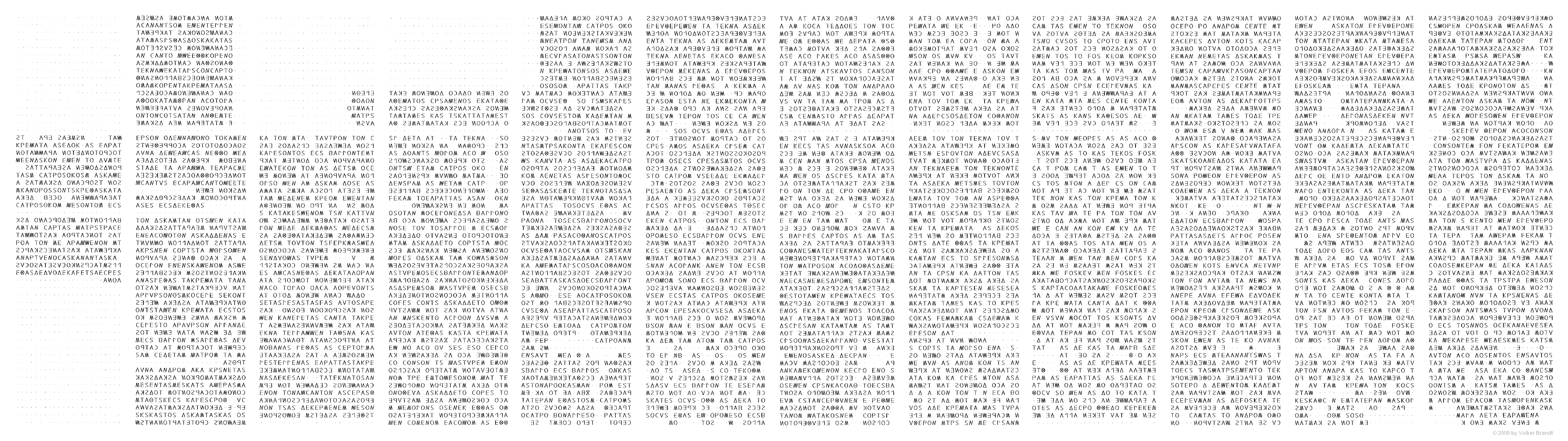
Còpia completa de les 12 columnes de les lleis de Gortina amb conservació del bustrofedon.

No es tracta d'un veritable codi legal, sinó més aviat el que en llatí es cridaria una satura legum, o bé una compilació de lleis disperses, actualització de lleis antigues precedents i lleis noves referides a temes concrets. Les lleis inscrites pertanyen en la seva major part al dret de família, excepte algunes referides a matèries econòmiques.
Parlen d'una clara divisió de classes:
Ciutadans lliures
Esclaus domèstics
Serfs
Esclaus
Els vincles que lligaven a un i un altre grup i que garantien sense problemes l'herència de la terra i assumien les tensions de canvis socials, aquests vincles eren flexibles i complexos. Tot això és reflectit a aquestes taules de lleis.
Es conserven al marge d'un canal pertanyent al que va esser un molí. En aquest lloc van esser descobertes al segle XIX. Segons les recerques, abans eren a la base d'un teatre construït al segle I a. C., sobre un mur còncau d'uns vuit metres de llarg i cent setanta-cinc centímetres d'alt, que al seu torn va haver d'alçar-se sobre les ruïnes de l'edifici d'un tribunal o consell. És probable que en el costat esquerre del mur hi haguessin unes altres vuit columnes, avui perdudes. Són redactades en bustrofedon amb una línia de dreta a esquerra i la següent d'esquerra a dreta.

## Recerques arqueològiques
L'arqueòleg Federico Halbherr va fer estudis i excavacions molt interessants a Creta, arran de les quals va escriure les Inscriptiones Creticæ que recollien les inscripcions en llengua grega i llatina de l'illa de Creta, entre les quals hi havia la Gran Llei de Gortina. La seva alumna Margherita Guarducci, prestigiosa arqueòloga, va publicar l'obra del seu mestre, gràcies a la qual es va difondre al món aquest interessant descobriment i el seu posterior estudi.